# 門脈体循環シャント
門脈体循環シャント（もんみゃくたいじゅんかんシャント、英:portosystemic shunt;PSS）とは門脈系と全身性静脈系との間に短絡血管が生じ、異常な交通路が形成された状態。門脈体循環シャントにより腸管や脾臓からの静脈血が肝臓を経由せず直接体循環に流入するため、必要な栄養素が肝臓に供給されないあるいは肝臓による代謝が行われないため、種々の臨床症状を呈する。肝外性シャントと肝内性シャントに分類され、肝外性シャントの方が多い。症状として成長不良、体重減少、腹水貯留、尿石症、神経症状などが認められる。尿検査では尿酸アンモニウム、尿酸塩の結晶や結石が認められ、血液化学検査では血中アンモニア濃度、血中胆汁酸濃度の上昇が認められる。確定診断は門脈造影による画像診断で行われる。治療には内科療法による対症療法とシャント血管の結紮による外科療法が組み合わされる。

## ヒトにおける門脈体循環シャント
消化管から出た血液には、栄養分や毒素が多く含まれており、通常の状態であれば肝臓で処理され、解毒される。
肝臓は体の循環系の中で腸の下流に位置しており、肝門脈は腸から肝臓へ血液を送り込むが、肝臓はこの栄養豊富な血液を体の残りの部分に送る前にろ過することができる。
シャントがあると、肝臓をバイパスして、血液が直接心臓に流れる。
この血液は、肝臓でろ過されずに全身循環に到達するため、循環器系、神経系、消化器系、泌尿器系、内分泌系に影響を及ぼす様々な症状や合併症を引き起こす。
先天性門脈体循環シャントは、ヒトの発生過程で発生する血管奇形で、生下時から存在する。
一方、後天性門脈体循環シャントシャントは、出生後に発生し、典型的には門脈圧亢進症に続発して発症する。

### 先天性門脈体循環シャント
先天性門脈体循環シャントは吻合部の位置によって分類される。
吻合部が肝臓以外の場所にある場合は肝外シャント、肝臓内にある場合は肝内シャントとなる。
いずれも臨床症状は類似しているが、病態生理や治療法は異なる。
先天性門脈体循環シャントは出生3万人に1人の割合で発生し、孤発例ではあるが、複数のシャントが発生する場合もある。
閉鎖するべきであると専門家の間では一般的に合意されている 。